# 琴石玲菜
琴石 玲菜（こといし れいな、1996年5月15日 - ）は、日本のアイドル、女優、ダンサー。愛知県出身。おうし座。株式会社アローズエンタテインメント所属。
激情型ロックアイドル「AKIARIM」のメンバー。AKIARIMでは「Reina」として活動している。

## 人物・エピソード
AKIARIMの最年長、お姉さん的・母性溢れる女性。特技はオムライス作り、他料理全般。
ゲーマーであり、所属事務所内eスポーツ部門AROWZ BROSにも所属。
学生の頃からダンスを習い始め、現在では振付師としても活動、他アイドルグループ等の振付を担当している。
前アイドルグループ「終演後物販卍」は怪我により脱退。舞台、映像の道に進む。
現在は完治しており、「AKIARIM」の立ち上げに参加、現在活動中。
好きなアーティストはグッドモーニングアメリカ、。好きな曲はET-KINGの「ギフト」。
ハリネズミを飼っている（山かけとろろくん）。
嫌いなのはすぐ落ちるブレーカー。なお、よく火傷もする。
配信アプリpocochaで定期的に配信もしている。

## 活動

### アイドル
- 2018年5月～2019年1月 - 終演後物販卍
- 2020年2月 -　AKIARIM

### 舞台
- 2019年
- サウンドマンショー「FOLEY TALE」
- ガールズキャラバン「LOVE me DONUTS」
- アリスインプロジェクト「ダンス×3 ダークダンジョンVer.」

### 映画
- 億男 - キャバ嬢役

### TV
- NHK「これは経費で落ちません」
- テレビ東京「死役所」
- テレビ朝日「にじいろカルテ」第7話（写真）

### CM
- docomo.dtv
- ポカリスエット
- 資格de就職
- AGC「なんだし、なんだし、AGC/スマホ編」

#### ラジオ
- 「AKIARIMのALL IS WELL」（2020年7月4日 - 、FM FUJI） - レギュラー

### その他
- Web広告「チャーム・ケア・コーポレーション」
- AbemaTV 「会社は学校じゃねぇんだよ」ダンサー役

## AKIARIM
所属グループ。2020年2月24日結成。
2019年12月で活動休止となった“FLOWLIGHT”の新体制として活動を始める。詳細は「AKIARIM」を参照。